# 南西エチオピア諸民族州
南西エチオピア諸民族州（なんせいエチオピアしょみんぞくしゅう、アムハラ語: የደቡብ ምዕራብ ኢትዮጵያ ህዝቦች ክልል、英語: South West Ethiopia People's Regional State）はエチオピア南西部の州である。南西エチオピア州または単に南西州とも呼ばれる。北から時計回りにオロミア州、中部エチオピア州、南エチオピア州、イレミ・トライアングル、南スーダン、ガンベラ州と接する。州都はボンガ。
2021年11月23日に発足したエチオピア11番目の州で、住民投票によって南部諸民族州から分離した。多数の民族が居住しており、公用語はアムハラ語が指定されている。面積は約3.9万平方キロメートル、人口は約337万人（2023年7月推計）。

## 歴史
南部諸民族州は1995年に創設されたが、その名が示す通り多様な民族の集まりであったため統一性に欠けており、各民族による分離運動が起こっていた。2018年にアビィ・アハメドが首相に就任すると民族連邦主義に基づいた民族自治がさかんに唱えられるようになった。その中でもシダマ人が多数居住するシダマ県は2019年11月に州昇格を問う住民投票を実施し賛成多数となったことで、南部諸民族州解体の動きは加速した。これを受け南部諸民族州議会で州の分割について議論がなされ、各県や連邦議会の同意の元4つの州が提案された。南西エチオピア諸民族州はその提案された州のひとつである。
シダマ県が2020年6月に単独の州へ昇格したのに続き、同年9月29日に南西エチオピア諸民族州構想に含まれる5県と1特別郡は新州創設について同意し、10月10日に連邦議会が新州創設の意思を確認した。新州創設の是非を問う住民投票は2021年6月の総選挙と並行して実施される予定であったが、選挙準備の混乱や安全保障を理由に9月30日へ延期された。住民投票は96パーセントが創設に賛成し、結果を受け10月30日に連邦議会が南西エチオピア諸民族州の創設を承認した。11月1日に南部諸民族州議会は南西エチオピア諸民族州へ権力を移譲した。
11月23日に初となる州議会が開会され、南西エチオピア諸民族州憲法が批准された。また州政府が設立され、州副知事（事実上の州知事）にネガシュ・ワゲショ・アメンチョ（Negash Wagesho Amencho）を選出した。

## 行政区画
5県（ዞን、Zone）と県と同格の1特別郡（ልዩ ወረዳ、Special Woreda）から成る。また県は45郡（特別郡を除く）に区分される。
| 名称             | アムハラ語 | ラテン文字表記例 | 面積 (km2) | 人口 (2023年) | 郡数 | 備考                                                                     |
| ---------------- | ---------- | ---------------- | ---------- | ------------- | ---- | ------------------------------------------------------------------------ |
| ベンチ・シェコ県 | የቤንች ሸኮ    | Bench Sheko      | 4,668.5    | 690,937       | 8    | 以前はベンチ・マジ（Bench Maji）と呼ばれていた。                         |
| ダウロ県         | ዳውሮ        | Dawuro           | 4,403.43   | 699,253       | 11   | Dawroとも。                                                              |
| ケファ県         | ካፋ         | Keffa            | 10,636.80  | 1,253,689     | 14   | Kefa、カファ (Kaffa)とも。                                               |
| コンタ特別郡     | ኮንታ        | Konta            | 2,381.63   | 132,460       | 1    |                                                                          |
| 西オモ県         | ምዕራቦ ኦሞ    | Mirab Omo        | 14,583.51  | 283,920       | 7    | 音訳したミラブ・オモ県とも。2007年国勢調査後にベンチ・シェコ県から分立。 |
| シェカ県         | ሸካ         | Sheka            | 2,387.54   | 314,447       | 5    |                                                                          |

### 主な都市
- ボンガ（英語版） (Bonga、ケファ県)
- マジ（Maji、ベンチ・シェコ県）
- ミザン・テフェリ（英語版） (Mizan Teferi、ベンチ・シェコ県)

## 住民

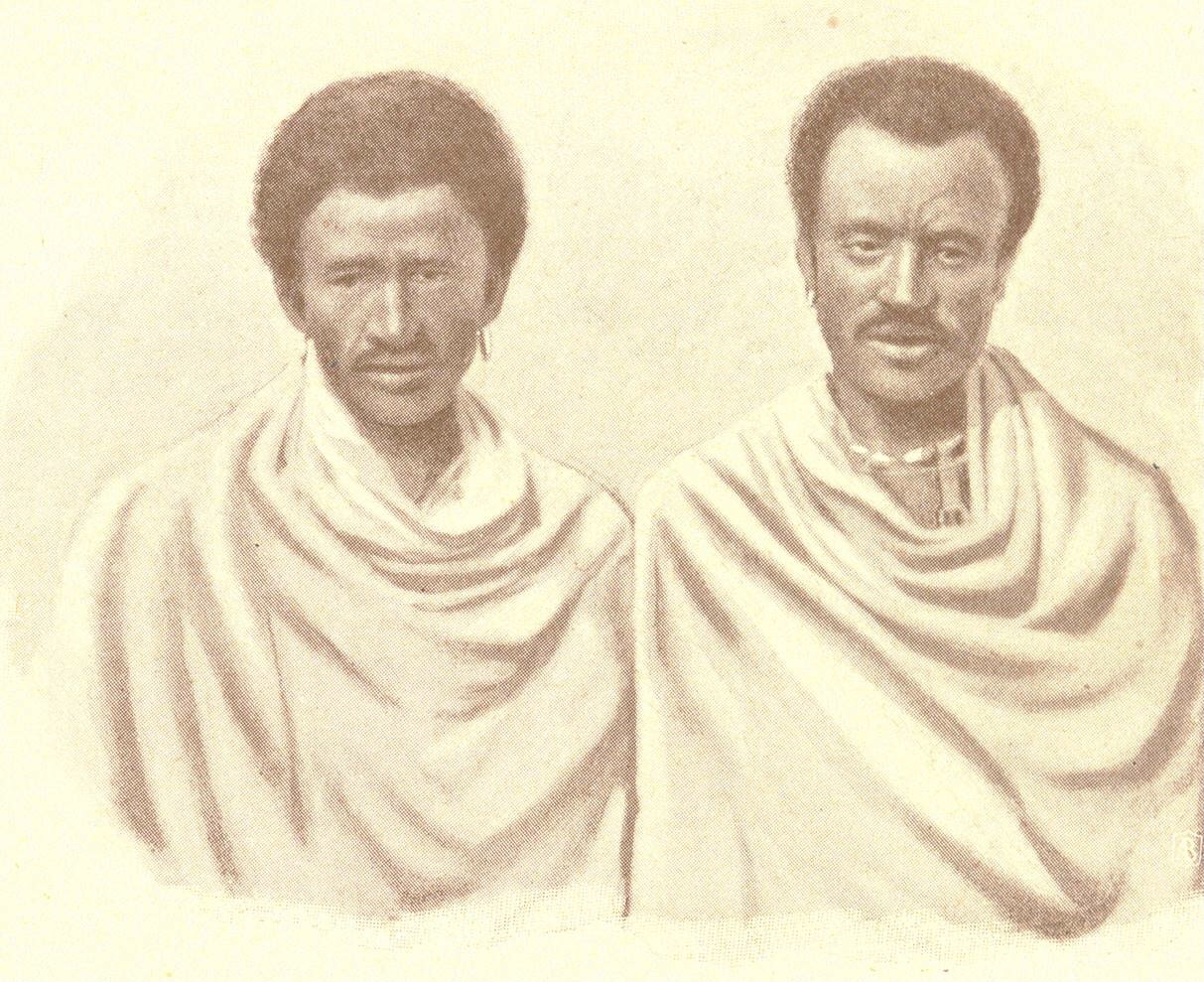
カフィチョ人男性のスケッチ

2007年国勢調査によると、州の総人口は2,306,984人である。民族でみるとカフィチョ人が最も多く、次いでダウロ人が多い。分布でみると多くの民族が一つの地域に固まって住んでおり、県名の由来となっている場合もある。例外的にアムハラ人はどの県でも一定数が居住している。言語ではオモ語派が最も話されている。
民族別の人口と総人口に占める割合は以下の通り。
1. カフィチョ人（英語版） (Kafficho, Kefficho) - 808,605人 (35%)
2. ダウロ人（英語版） (Dawro) - 486,254人 (21%)
3. ベンチ人（英語版） (Bench) - 348,699人 (15%)
4. メカン人（英語版） (Mekan, Me'enite) - 143,358人 (6%)
5. アムハラ人 (Amhara) - 132,406人 (6%)

県別の民族比率は以下の通り。記載基準は人口が一万人以上とする。
| - ベンチ・マジ県（西オモ県を含む） : 総人口652,531人 - ベンチ人 - 294,369人 (45%) - メカン人 - 139,382人 (21%) - アムハラ人 - 53,670人 (8%) - カフィチョ人 - 42,756人 (7%) - ディジ人 (Dizi, Maji) - 33,724人 (5%) - シェコ人 (Sheko) - 27,436人 - スルマ人 (Surma) - 25,288人 - ダウロ県 : 総人口489,577人 - ダウロ人 - 476,445人 (97%) - コンタ特別郡 : 総人口90,846人 - コンタ人 - 77,687人 (86%) | - ケファ県 : 総人口874,716人 - カフィチョ人 - 723,527人 (83%) - ベンチ人 - 43,892人 (5%) - アムハラ人 - 32,077人 - オロモ人 - 30,604人 - シェカ県 : 総人口199,314人 - シェケチョ人 (Shekecho) - 64,588人 (32%) - アムハラ人 - 44,195人 (22%) - カフィチョ人 - 40,186人 (20%) - オロモ人 (Oromo) - 14,730人 (7%) - ベンチ人 - 10,426人 (5%) |

## 宗教
2007年国勢調査による。大別するとキリスト教が最も信仰されている。
- プロテスタント - 41.0%
- 正教会 - 40.3%
- アニミズム - 11.0%
- イスラム教 - 4.7%
- カトリック - 1.8%

## 観光
- オモ国立公園（英語版） - 一部は南部諸民族州と重複する。